# Contarinia coloradensis
Contarinia coloradensis är en tvåvingeart som beskrevs av Ephraim Porter Felt 1912. Contarinia coloradensis ingår i släktet Contarinia och familjen gallmyggor. Inga underarter finns listade i Catalogue of Life.